# Champéry
Champéry é uma comuna suíça na fronteira franco-suíça, no distrito de Monthey, no cantão do Valais, Suíça.
Situada no fundo do vale de Illiez está aos pés dos Dentes do Midi, e é uma das estações que fazem parte do domínio esquiável das Portes du Soleil.

## História
Anteriormente ligada a Illiez tornou-se independente em 1839, mas antes tinha sido dominada pela Casa de Saboia mesmo se tinha alguns privilégios e uma certa autonomia, que teve de defender quando foi atacada pelo chamado Alto Valais em 1536. 
O desenvolvimento da estação  levou à construção do "Hôtel de la Dent du Midi" em 1857.

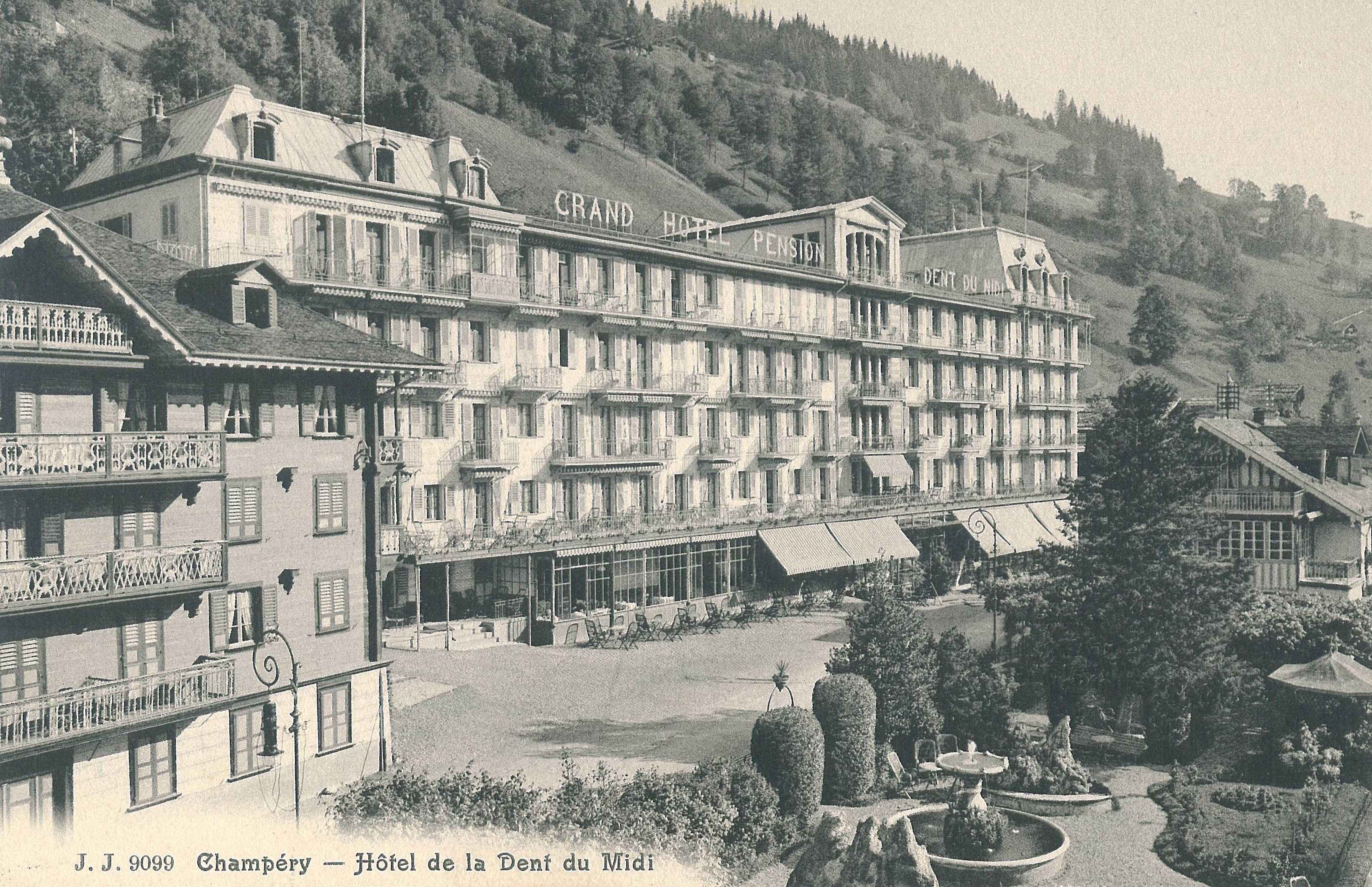
O "Hôtel de la Dent du Midi" numa imagem da época

## Desporto
Champéry  é uma das 12 estações que fazem parte do domínio esquiável das Portes du Soleil.